# 上野パーキングエリア (岡山県)
上野パーキングエリア（うえのパーキングエリア）は、岡山県真庭市樫西の米子自動車道上にあるパーキングエリア。

## 道路
- E73 米子自動車道

## 歴史
- 2006年（平成18年）8月2日 - 災害対応型自動販売機を設置。

## 施設

### 上り線（落合方面）
- 駐車場
  - トレーラー：1台
  - 大型：15台
  - 小型：15台
  - 車椅子用駐車場有（小型：1台）
- トイレ
  - 男性　大3（和式0・洋式3）・小3
  - 女性　5（和式1・洋式4）
  - 車椅子用　1
- 自動販売機（災害対応型自動販売機）

### 下り線（米子方面）
- 駐車場
  - トレーラー：1台
  - 大型：15台
  - 小型：15台
  - 車椅子用駐車場有（小型：1台）
- トイレ
  - 男性　大3（和式0・洋式3）・小3
  - 女性　5（和式1・洋式4）
  - 車椅子用　1
- 自動販売機（災害対応型自動販売機）

## 隣
E73 米子自動車道
(1) 久世IC/BS - 上野PA - (2) 湯原IC/BS